# County Durham
County Durham is een unitary authority en een district in de Engelse regio North East England en telt 524.000 inwoners. Hoofdplaats van County Durham (unitary authority) èn van het graafschap Durham is de stad Durham.
Vanuit ceremonieel oogpunt geldt County Durham als onderdeel van het ceremoniële graafschap Durham.

## Civil parishesin district County Durham
Barforth, Barnard Castle, Barningham, Bearpark, Belmont, Bishop Auckland, Bishop Middleham, Bolam, Boldron, Bournmoor, Bowes, Bradbury and the Isle, Brancepeth, Brandon and Byshottles, Brignall, Burnhope, Cassop-cum-Quarrington, Castle Eden, Chilton, Cleatlam, Cockfield, Cornforth, Cornsay, Cotherstone, Coxhoe, Croxdale and Hett, Dalton-le-Dale, Dene Valley, Easington Colliery, Easington Village, Edmondbyers, Edmondsley, Eggleston, Egglestone Abbey, Eldon, Esh, Etherley, Evenwood and Barony, Ferryhill, Fishburn, Forest and Frith, Framwellgate Moor, Gainford, Gilmonby, Great Aycliffe, Great Lumley, Greater Willington, Greencroft, Hamsterley, Haswell, Hawthorn, Headlam, Healeyfield, Hedleyhope, Hilton, Holwick, Hope, Horden, Hunderthwaite, Hunstanworth, Hutton Henry, Hutton Magna, Ingleton, Kelloe, Kimblesworth and Plawsworth, Lanchester, Lands Common to Brancepeth and Brandon and Byshottles, Lands common to Hamsterley, Lynesack and Softley and South Bedburn, Langleydale and Shotton, Langton, Lartington, Little Lumley, Lunedale, Lynesack and Softley, Marwood, Mickleton, Middleton in Teesdale, Middridge, Monk Hesleden, Mordon, Morton Tinmouth, Muggleswick, Murton, Nesbitt, Newbiggin, North Lodge, Ouston, Ovington, Pelton, Peterlee, Pittington, Raby with Keverstone, Rokeby, Romaldkirk, Sacriston, Satley, Scargill, Seaham, Seaton with Slingley, Sedgefield, Shadforth, Sheraton with Hulam, Sherburn Village, Shildon, Shincliffe, Shotton, South Bedburn, South Hetton, Spennymoor, Staindrop, Stanhope, Stanley, Startforth, Streatlam and Stainton, Thornley, Tow Law, Trimdon, Trimdon Foundry, Urpeth, Wackerfield, Waldridge, West Auckland, West Rainton, Westwick, Wheatley Hill, Whorlton, Windlestone, Wingate, Winston, Witton Gilbert, Witton-le-Wear, Wolsingham, Wolsingham Park Moor lands cmn to Stanhope, Tow Law and Wolsingham, Woodland, Wycliffe with Thorpe.